# Europees Doctoraalcollege aan de Universiteit Lille Nord de France
Het Europees Doctoraalcollege aan de Universiteit Lille Nord de France (Frans: Collège doctoral européen Université Lille Nord de France) is een interuniversitair samenwerkingsproject van de Rijselse universiteit en van de ingenieursopleiding École centrale de Lille. Het is een hub voor doctoraalonderzoek en beoogt de versterking van het academisch onderzoek en de samenwerking tussen de universiteiten in de Euregio.

## Doctoraatscholen
6 doctoraatsscholen zijn samengebracht en deze worden ondersteund door onderzoek in laboratoria in Rijsel-Kortrijk, Eurodistrict en aanverwante universiteiten in de Euregio waaronder België en Frankrijk Nord - Pas-de-Calais.Er zijn 3000 geregistreerde Doctoral PhD studenten in 139 onderzoek labs 
1. SPI - Doctoral School of Engineering Sciences ondersteund door 22 onderzoek labs
2. SMRE - Doctoral School voor Wetenschap der Materie, Straling, Milieu ondersteund door 26 onderzoek labs
3. BSL - Doctoral School Biologie-Gezondheid ondersteund door 47 onderzoek labs
4. SESAM - Doctoral School in economische, sociale, ruimtelijke ordening, beheer ondersteund door 11 onderzoek labs
5. SHS - Doctoral School in de sociale wetenschappen en geesteswetenschappen ondersteund door 19 onderzoek labs
6. SJPG Doctoral School voor Recht, Bestuur, Politieke Wetenschappen ondersteund door 14 onderzoek labs

Bevoorrechte Partners:
- Université Lille Nord de France
- Belgische universiteit - Vlaamse Interuniversitaire Raad
  - Katholieke Universiteit Leuven
  - Universiteit Antwerpen
  - Vrije Universiteit Brussel
  - Universiteit Gent
  - Universiteit Hasselt
  - Katholieke Universiteit Brussel
- Universiteit Utrecht - Utrecht Netwerk